# Anna Kleinz
Anna Kleinz (* 5. Oktober 1979) ist eine ehemalige deutsche Leichtgewichts-Ruderin. Sie gewann zwei Goldmedaillen und eine Silbermedaille bei Weltmeisterschaften.

## Sportliche Karriere
Anna Kleinz vom Limburger CfW gewann bei den Junioren-Weltmeisterschaften 1996 die Bronzemedaille im Doppelzweier. 1998 belegte sie bei den deutschen Rudermeisterschaften in Duisburg zusammen mit Valerie Viehoff den dritten Platz im Leichtgewichts-Doppelzweier. Zusammen mit Maja Darmstadt und Gunda Reimers belegten Viehoff und Kleinz den zweiten Platz im Leichtgewichts-Doppelvierer. Beim Weltcup in Luzern siegte im Leichtgewichts-Doppelvierer das deutsche Boot mit Anna Kleinz, Valerie Viehoff, Nicole Faust und Christine Morawitz. Zwei Monate nach Luzern fanden in Köln die Weltmeisterschaften 1998 statt, Kleinz, Viehoff, Faust und Morawitz gewannen den Titel vor den Booten aus den Vereinigten Staaten und aus Griechenland.
Ebenfalls in Köln fanden die deutschen Ruder-Meisterschaften 1999 statt. Im Leichtgewichts-Doppelzweier belegten Kleinz und Morawitz den dritten Platz. Im Leichtgewichts-Doppelvierer ruderten Maja Darmstadt, Katja Cadorin, Anna Kleinz und Christine Morawitz auf den zweiten Platz. Bei der Weltcupregatta in Luzern siegten im Leichtgewichts-Doppelvierer Angelika Brand, Christine Morawitz, Anna Kleinz und Maja Darmstadt. Ende August bei den Weltmeisterschaften 1999 in St. Catharines siegte das Boot aus den Vereinigten Staaten vor den Deutschen und den Kanadierinnen. Bei den Deutschen Ruder-Meisterschaften 2000 in Berlin belegten Maja Darmstadt, Michelle Darvill, Anna Kleinz und Karin Stephan den zweiten Platz. Die vier Ruderinnen siegten bei der Weltcup-Regatta in Luzern und dann auch bei den Weltmeisterschaften 2000 in Zagreb. 
2001 in Köln gewann Kleinz, die zuvor bei Deutschen Meisterschaften keinen Titel errudert hatte, zusammen mit Claudia Blasberg, Janet Radünzel und Svenja Zurkuhl den Titel im Leichtgewichts-Doppelvierer. Im Leichtgewichts-Einer siegte sie vor Svenja Zurkuhl. Im Weltcup trat Kleinz im Leichtgewichts-Einer an und belegte den fünften Platz in Wien und den elften Platz in München. Bei den Weltmeisterschaften in Luzern startete sie zusammen mit Svenja Zurkuhl, Karin Maier und Daniela Reimer im Leichtgewichts-Doppelvierer und belegte den siebten Platz. 2002 belegte Anna Kleinz bei den deutschen Meisterschaften hinter Valerie Viehoff und Marie-Louise Dräger den dritten Platz im Leichtgewichts-Einer. Beim Weltcup in Luzern belegte sie den sechsten Platz, Valerie Viehoff lag im Ziel zwei Plätze vor ihr.